# Phaeosphaeria kukutae
Phaeosphaeria kukutae är en svampart som beskrevs av G.S. Ridl. 1988. Phaeosphaeria kukutae ingår i släktet Phaeosphaeria och familjen Phaeosphaeriaceae.   Inga underarter finns listade i Catalogue of Life.